# Nedilkove
Nedilkove  (ucraniano: Неділкове) es una localidad del Raión de Podilsk en el Óblast de Odesa de Ucrania. Según el censo de 2001, tiene una población de 665 habitantes.